# Maria Manton
Pour les articles homonymes, voir Manton.
Odette Manton, dite Maria Manton, né le 4 décembre 1910 à Blida et morte le 2 septembre 2003 à Paris, est une peintre non figurative française de la nouvelle École de Paris.

## Biographie
Maria Manton naît le 4 décembre 1910 à Blida dans l'Algérie française. Lors de l'annexion en 1870 de l'Alsace par l'Allemagne, ses grands-parents maternels étaient venus s'installer aux alentours de la ville. Originaire de Tarbes, son père est militaire de carrière et durant une dizaine d'années la famille suit ses déplacements avant de s'installer à Alger. À la fin de ses études secondaires, durant lesquelles elle se passionne pour l'égyptologie, Maria Manton tombe malade pendant plus d'un an, doit renoncer à entamer des études supérieures et commence à dessiner. Fréquentant de 1936 à 1942 les cours de dessin puis l'atelier de peinture de l'École des beaux-arts d'Alger, elle y rencontre en 1941 Louis Nallard, qu'elle épouse en 1944, Marcel Bouqueton et Sauveur Galliéro, avec qui elle expose en 1942, Robert Martin, qui dirigera plus tard la galerie d'avant-garde Colline à Oran, puis le peintre Georges Ladrey. En 1946 elle réalise une première exposition personnelle et participe à l'exposition Jeunes tendances picturales organisée par Gaston Diehl.

### Une reconnaissance rapide
En 1947, Maria Manton et Nallard, avec Marcel Fiorini, quittent Alger pour la région parisienne. Dès leur arrivée ils découvrent l'œuvre de Roger Bissière, ne tardent pas à partager son amitié et celle, à Saint-Germain-en-Laye, de Roger Chastel. À partir de 1948, Maria Manton expose en groupe à la galerie Colette Allendy puis à celle de Lydia Conti où ses œuvres côtoient celles de Hans Hartung, Gérard Schneider, Pierre Soulages, et au Salon des Réalités Nouvelles. Elle réalise ses premières expositions personnelles à Paris en 1950 et 1952, à Amsterdam en 1951, à Anvers en 1952. Établis à Paris même, Maria Manton et Nallard assument à partir de 1950, pour trois ans, la gérance de l'hôtel du Vieux-Colombier, à proximité de Saint-Germain-des-Prés, que fréquentent de nombreux artistes après leur spectacle : parmi les locataires, Serge Poliakoff, qui gagne sa vie en jouant de la balalaïka dans les restaurants russes, Herman Braun-Vega, fraîchement arrivé du Pérou, Sidney Bechet, Robert Hossein, le sculpteur César, l'écrivain Kateb Yacine.
En 1953, Maria Manton et Nallard séjournent à Alger. Edmond Charlot, premier éditeur d'Albert Camus, y présente les peintures de Maria Manton à la galerie « Rivages » et Jean Sénac l'expose aux côtés notamment de Baya, Bouqueton, Nallard et Jean de Maisonseul sous le signe de la revue « Terrasses » qu’il a fondée. Maria Manton expose ensuite régulièrement à Paris à la galerie Arnaud (1954, 1957) puis à « La Roue » (1956, 1961, 1965, 1969, 1970). Au long des années 1950, Maria Manton et Nallard font la connaissance des peintres algériens, notamment Abdelkader Guermaz, M'hamed Issiakhem, Mohammed Khadda, se lient particulièrement avec Abdallah Benanteur et Mohamed Aksouh. Pour l'été ils retrouvent la Méditerranée à Peñiscola, village de la côte espagnole que fréquentent également Bouqueton ou Sénac.
Maria Manton et Nallard dirigent ultérieurement, dans une perspective associative, « La Galerie », qu'ils ouvrent aux jeunes peintres, et animent longuement le Salon des réalités nouvelles dont Maria Manton est devenue la secrétaire générale en 1961, assistée de Jeanne Coppel, et où elle expose de 1947 à 2003.
Maria Manton réalise par la suite une douzaine d'expositions personnelles à Paris mais aussi, régulièrement, à Amsterdam à la galerie De Boër, et participe à une cinquantaine d'expositions collectives en Europe. De 1985 à 1992 la galerie Callu Mérite organise à Paris quatre rétrospectives de ses peintures des années 1950.
À la veille de l'exposition « Mère Algérie » organisée par le musée de Gajac (Villeneuve-sur-Lot), à laquelle elle participe avec notamment Aksouh, Bouqueton, Guermaz, Manessier, Nallard, Hamid Tibouchi, Maria Manton s'éteint le 2 septembre 2003 dans le 14e arrondissement de Paris.

## L'œuvre
Attirée dès ses débuts par Matisse et la couleur, Braque et la construction, Maria Manton peint des portraits, de sa famille, de Nallard et de ses amis, notamment de François Di Dio, futur éditeur du Soleil noir, des natures mortes et des paysages « où la véhémence chromatique des fauves est harmonieusement ordonnée par une facture se rapprochant des tentatives cubistes », écrit en 1946 Jean Sénac. C'est déjà une semi-figuration qui caractérise son travail.
Après son arrivée en 1947 à Paris, le dépouillement de ses gouaches comme de ses très grands formats peints sur isorel la mène dans la voie d'une rigoureuse abstraction. Dans ses constructions les surfaces équilibrées en aplats silencieux, dont un graphisme sensible souligne les frontières, s'imbriquent les unes dans les autres tandis que leurs gammes d'abord très colorées glissent vers des tonalités plus froides, jouant sur les noirs et gris, les bronzes, les sables et les terres.
En 1953 la redécouverte par Maria Manton des terres et des lumières d'Algérie a pour retentissement un assouplissement des structures de ses œuvres. « J'ai été soudain choquée par la lumière. (...) J'ai alors commencé à casser la forme », confiera Maria Manton. Après un voyage en Allemagne, en 1955, la vision de Berlin et surtout de Cologne la font glisser, à travers une série dramatique qu'elle intitule Villes détruites, vers un art plus informel. À partir des années 1960 les ocres, les bruns, les noirs cèdent en ses peintures la place aux bleus lumineux, aux roses et lilas.
Nombreux sont dans les années 1970 les titres de ses toiles en lesquels Maria Manton évoque ses voyages avec Nallard en Espagne puis en Égypte, origine à partir de 1978 d'une longue suite, en Italie, particulièrement à Venise, et en Cappadoce. « En renouant avec ses origines méditerranéennes, elle retrouve la lumière sur laquelle s'ouvrent dès lors ses œuvres. (...) Sa peinture se libère et s'appuie de moins en moins sur les schémas géométriques. Elle ne craint pas de laisser surgir un élément reconnaissable, mais ce n'est qu'un hasard, dans le jeu des correspondances où elle veut nous suggérer des pans de murs blancs, des voiles, le sable, dans une symphonie d'ocres, de bruns, de roses réveillés par des taches rouges, brunes, bleues ».
Chez Maria Manton, couleurs, lumières et motifs évoquent indistinctement, plus que des paysages naturels, des éléments architecturaux ou des motifs de la Méditerranée, silhouettes de barques ou de palais, formes d'arcades, colorations de façades ou de jardins. À l'opposé de toute description anecdotique, l'allusion sensible qu'y fait Maria Manton à travers des tons chauds et des lignes nerveuses est plutôt celle « d'une atmosphère, d'une sensation de fraîcheur ou de chaleur qui devient comme palpable pour le spectateur ».

## Jugement
« Les racines de Maria Manton qui, traversant les périodes et les thèmes successifs de ses peintures, en fondent l'unité, ce ne sont pas les aspects anecdotiques de l'Algérie natale ou de l'Égypte rencontrée plus tard. Ses racines, plus profondément, ce sont la lumière, la peau du sol et des murs, les senteurs du Sud, de l'autre rivage de la Méditerranée. »

— Jacques Busse, Éditions Gründ, Paris, 1990

## Expositions personnelles
- 1950 - Paris, galerie Colette Allendy; Amsterdam, galerie Le Canard
- 1952 - Paris, galerie Arnaud; Anvers, Kunst Kabinet Horemans
- 1953 - Lyon, galerie Grange; Alger, galerie Rivages (Edmond Charlot)
- 1954 - Paris, galerie Arnaud
- 1956 - Paris, galerie La Roue
- 1957 - Paris, galerie Arnaud; Schiedam (Pays-Bas), galerie C.C.C.
- 1961 - Paris, galerie La Roue
- 1962 - Lausanne, galerie du Grand Chêne
- 1965 - Paris, galerie La Roue
- 1968 - Paris, atelier Le Bret
- 1969 - Budapest, centre hongrois des relations culturelles
- 1972 - Maillot-Sens, festival d'été
- 1975 - Paris, Atelier Moissinac
- 1980 - Toulouse, galerie P.-J. Meurisse
- 1983 - Paris, galerie Jacques Massol; Toulouse, galerie Génélis
- 1985 - Paris, galerie Callu Mérite
- 1987 - Paris, galerie Callu Mérite
- 1989 - Paris, Centre culturel Algérien (avec Louis Nallard)
- 1990 - Paris, « Œuvres abstraites de 1948 à 1954 », galerie Callu Merite; Évreux, « 40 ans de peinture », Maison des arts; Paris, « Œuvres sur papier », galerie Debaigts; Amsterdam, galerie M. de Boer (Maria Manton et Louis Nallard)
- 1992 - Paris, « 46 ans de peinture, 1946-1992 », galerie Callu Mérite
- 2000 - Paris, galerie Nicolas Deman
- 2014 - Paris galerie Artemper (Maria Manton et Louis Nallard)
- 2015 - Paris, galerie de Buci (Maria Manton et Louis Nallard)

## Musées
Des œuvres de Maria Manton sont notamment conservées dans les collections du musée national d'Art moderne de Paris, du musée d'Art moderne de la ville de Paris, du musée national des Beaux-Arts d'Alger, du musée national de Budapest, du musée de Duren en Allemagne, du musée de Gajac de Villeneuve-sur-Lot.

#### Monographie
- Michel-Georges Bernard, Maria Manton, collection Polychrome, Éditions Ides et Calendes, Neuchâtel (Suisse), 2009  (ISBN 978-2-8258-0237-3).

#### Catalogues, articles et ouvrages généraux
- Peintres algériens, textes d'Edmond Michelet et Mourad Bourboune, Musée des arts décoratifs de Paris, Paris, 1964 (œuvres exposées : L'usine à ciment, 1963, Bleu de Tipasa n° 2 et Le château bleu, 1964).
- Maria Manton, œuvres abstraites de 1948 à 1954, préface de Jacques Busse, galerie Callu Mérite, Paris, 1990.
- Maria Manton, 46 ans de peinture : 1946-1992, texte d'Alain Frison, galerie Callu Mérite, Paris, 1992.
- Lydia Harambourg, L'École de Paris 1945-1965, Dictionnaire des peintres, Ides et Calendes, Neuchâtel, 1993  (ISBN 2825800481)Lydia Harambourg, Dictionnaire des peintres de l'École de Paris, 1945-1965, Éditions Ides et Calendes, Neuchâtel, 1993  (ISBN 2825800481); nouvelle édition, 2010, p. 325  (ISBN 978-2-8258-0241-0).
- Maria Manton et Louis Nallard, textes de Djilali Kadid, Youri, Jean-François Jaeger, dans Algérie Littérature / Action no 41-42, Paris, mai-juin 2000  (ISBN 2913868134).
- Jean Sénac, Visages d'Algérie, Regards sur l'art, Edif 2000 / Paris Méditerranée, Alger / Paris, 2002 (reproductions : La fête arabe, 1946 et Composition, 1950, p. 130 et 131)  (ISBN 284272156X).
- Jacques Busse, Hommage à Maria Manton, dans Réalités Nouvelles 2004, 58e salon, Paris, 2004.
- Louis Nallard, Maria Manton, La peinture et la vie, Dialogue avec Djilali Kadid, Algérie Littérature / Action, numéro spécial, Paris, 2004  (ISBN 2913868541).
- Michel-Georges Bernard, Hommage à Maria Manton, Les Méditerranées de la peinture, dans Artension no 29, Caluire, mai-juin 2006.
- Abstraction 50, l'explosion des libertés, Ville de Rueil-Malmaison, 9 décembre 2011 - 19 mars 2012, Éditions du Valhermeil, 2011, 128 p. (reproduction : Sans titre, 1951, 116 × 73 cm, p. 89)  (ISBN 9 782354 670948)
- Femmes années 50; Au fil de l'abstraction, peinture et sculpture, musée Soulages, Rodez, 2019.